# Charlie Huddy
Charles William „Charlie“ Huddy (* 2. Juni 1959 in Oshawa, Ontario) ist ein ehemaliger kanadischer Eishockeyspieler und derzeitiger -trainer, der von 1980 bis 1996 für die Edmonton Oilers, Los Angeles Kings, Buffalo Sabres und St. Louis Blues in der National Hockey League spielte. Zuletzt war von 2011 bis 2022 als Assistenztrainer der Winnipeg Jets in der NHL aktiv.

## Karriere
Huddy spielte während seiner Juniorenzeit bei den Oshawa Generals in der Ontario Major Junior Hockey League. Nachdem ihn kein Team im Draft berücksichtigt hatte, verpflichteten die Edmonton Oilers aus der National Hockey League ihn 1979 als Free Agent. Anfangs spielte er bei den Houston Apollos in der Central Hockey League. 
Ab der Saison 1980/81 kam er in der NHL bei den Oilers zum Einsatz. In den ersten Jahren pendelte er zwischen NHL und CHL, wo er inzwischen für die Wichita Wind spielte. Ab der Saison 1982/83 hatte er den endgültigen Durchbruch geschafft. In dieser Spielzeit erreichte er mit den Oilers, bei denen zahlreiche junge Stars wie Wayne Gretzky, Paul Coffey, Mark Messier und Grant Fuhr spielten, zum ersten Mal die Finals um den Stanley Cup. Noch unterlagen sie den New York Islanders. Nachdem er für Kanada beim Canada Cup 1984 gespielt hatte, folgten auch die beiden ersten Stanley Cups. Bis 1990 sollten drei weitere folgen. Besonders in der Saison 1984/85 konnte er 17 Vorlagen in der Endrunde beisteuern.
Beim NHL Expansion Draft 1991 wurde er von den Minnesota North Stars ausgewählt. Diese gaben ihn aber nur wenige Tage später an die Los Angeles Kings weiter. Huddy wechselte unter anderem zusammen mit einem Draft Pick, für den die Kings später Alexei Schitnik holten. Im Gegenzug kam Todd Elik nach Minnesota. In LA sammelte Wayne Gretzky zahlreiche ehemalige Weggefährten aus Edmonton um sich. Den erhoffen Stanley Cup konnte man aber nicht gewinnen. 1993 standen die Montreal Canadiens im Finale im Weg. 
Im Februar 1995 wurde im Rahmen eines größeren Tauschgeschäfts an die Buffalo Sabres abgegeben. Gemeinsam mit drei weiteren Spielen, unter denen auch wieder Alexei Schitnik war, wurde er unter anderem für Philippe Boucher und Grant Fuhr abgegeben. Gut ein Jahr später ging seine Reise zu den St. Louis Blues weiter. Er kehrte nach Saisonende nach Buffalo zurück und spielte dort noch ein Spiel für die Sabres. Meist wurde er in der American Hockey League bei den Rochester Americans eingesetzt.
Nach seiner aktiven Karriere übernahm er den Trainerposten bei den Huntington Blizzard in der East Coast Hockey League. Ab 1998 war er Assistenztrainer bei den New York Rangers. Nach zwei Spielzeiten dort kehrte er 2000 zu den Edmonton Oilers zurück. Bis 2009 war er dort als Assistenztrainer von Craig MacTavish aktiv. Zur Saison 2009/10 wurde Huddy von den Dallas Stars als Assistenztrainer verpflichtet und war bis im Juni 2011 in dieser Position tätig. Am 15. Juli 2011 wurde er von den Winnipeg Jets als Assistenztrainer engagiert. Diese Position wiederum hatte er in der Folge über zehn Jahre inne, bis sich das Team nach der Saison 2021/22 von ihm trennte.

## Erfolge und Auszeichnungen
| - 1983 NHL Plus/Minus Award - 1984 Stanley-Cup-Gewinn mit den Edmonton Oilers - 1985 Stanley-Cup-Gewinn mit den Edmonton Oilers | - 1987 Stanley-Cup-Gewinn mit den Edmonton Oilers - 1988 Stanley-Cup-Gewinn mit den Edmonton Oilers - 1990 Stanley-Cup-Gewinn mit den Edmonton Oilers |

### International
- 1984 Goldmedaille beim Canada Cup